# Piccola faccia
(Cristina Donà, Piccola faccia)
Piccola faccia è un album acustico di Cristina Donà, uscito per EMI il 28 marzo 2008.

## Il disco
Prodotto da Peter Walsh, come La quinta stagione, Piccola faccia reinterpreta in chiave acustica alcuni brani tratti dagli album precedenti di Cristina Donà, a cui si aggiungono due cover: I'm In You di Peter Frampton e Sign Your Name di Terence Trent D'Arby (ora Sananda Maitreya).

Il disco vede la collaborazione di Francesco Garolfi alla chitarra, Stefano Carrara al pianoforte e Giuliano Sangiorgi, dei Negramaro, alla voce in Settembre.

Il titolo dell'album viene da un brano di Tregua, primo disco di Cristina Donà.

La copertina e i disegni presenti nel booklet sono stati realizzati dalla stessa Donà.

## Tracce
Tra parentesi è indicato l'album da cui è tratto ciascun brano.
1. Piccola faccia (Tregua)
2. L'aridità dell'aria (Tregua)
3. Goccia (Nido)
4. Salti nell'aria (Dove sei tu)
5. Settembre (La quinta stagione)
6. Sign Your Name (cover di Terence Trent D'Arby)
7. Mangialuomo (Nido)
8. Stelle buone (Tregua)
9. I'm In You (cover di Peter Frampton)
10. Dove sei tu (Dove sei tu)
11. Nel mio giardino (Dove sei tu)
12. Universo (La quinta stagione)

## Formazione
- Cristina Donà - voce (tracce 1,2,3,4,5,6,7,8,9,10,11,12) e chitarra folk (tracce 1,2,3,7,8,11)

Altri musicisti
- Stefano Carrara - pianoforte (tracce 1,10,11,12)
- Francesco Garolfi - chitarra classica (tracce 4,6); chitarra folk (tracce 2,6,7,8,9,10); chitarra resofonica (tracce 1,3); lap steel guitar (traccia 3); mandolino acustico (traccia 11)
- Peter Walsh - violoncello synth (traccia 8); harpsichord (traccia 3); glockenspiel (traccia 3); melodica (traccia 7); mellotron flute (traccia 9); pianoforte (traccia 3); Fender Rhodes (traccia 4); vocal loops (tracce 3,8) woodwind (traccia 7)

### Ospiti
- Giuliano Sangiorgi - voce e pianoforte (traccia 5)

## Andamento nella classifica degli album italiana
| Posizione | 52 | 44 | 45 | 79 | - | 79 | 76 | 79 |